# بریناردز (نیوجرسی)
بریناردز (به انگلیسی: Brainards) یک منطقهٔ مسکونی در ایالات متحده آمریکا است که در هارمونی (نیوجرسی) واقع شده‌است. بریناردز ۰٫۴۷۶ کیلومتر مربع مساحت و ۲۰۲ نفر جمعیت دارد و ۷۹ متر بالاتر از سطح دریا واقع شده‌است.